# الشبكات العصبية (مجلة)
الشبكات العصبية هي مجلة علمية شهرية يراجعها المختصون ومجلة رسمية لمجتمع الشبكة العصبية العالميه ولمجتمع الشبكة العصبية الأوروبية وجمعية الشبكة العصبية اليابانية . تم تأسيسها في عام 1988 وتم نشرها وتوزيعها من قبل Elsevier . تغطي المجلة جميع جوانب البحوث على الشبكات العصبية الاصطناعية . رئيس التحرير المؤسس ستيفن جروسبرج ( جامعة بوسطن ) ، والمحررين الحاليين هم ديليانغ وانغ ( جامعة ولاية أوهايو ) وكينجي دويا ( معهد أوكيناوا للعلوم والتكنولوجيا ). يتم استخراج المجلة وفهرستها في Scopus وفهرس الاقتباص العلمي . وفقًا لتقارير مجلة Journal Citation ، تحتوي المجلة على عامل مؤثر 2016 عند 5.287.

## روابط خارجية
- الموقع الرسمي